# Bolus (medicina)
Bolus em medicina refere-se à administração de uma medicação, com objetivo de aumentar rapidamente a sua concentração no sangue para um nível eficaz. A administração pode ser efectuada por via intravenosa, via intramuscular, subcutânea ou intraretal.
Por exemplo, bolus de insulina: a administração de  uma dose de insulina de ação rápida por via sub-cutânea. 
Contrasta com a administração lenta de um medicamento usando uma bomba de infusão (por exemplo para a insulina) ou um sistema de administração endovenosa (terapia intravenosa) para a qual existem pequenas bombas para manter um débito contínuo.